# Marvin Hagler vs. Thomas Hearns
Marvin Marvelous Hagler vs. Thomas Hitman Hearns, también conocida como the War («la Guerra») y promocionada como the Fight («la Pelea»), fue una pelea de boxeo por el título de campeón lineal de peso mediano celebrada el 15 de abril de 1985 entre Marvin Hagler y Thomas Hearns en el Caesars Palace de Las Vegas. Hagler realizaba la undécima defensa de los títulos de la CMB, la AMB y The Ring y la cuarta del título de la FIB, mientras que Hearns, campeón de la CMB y The Ring en la categoría superwélter, afrontaba uno de sus primeros combates en las 160 libras. La pelea, que culminó con la victoria de Hagler por nocaut en el tercer asalto, sería elegida por The Ring como la pelea del año y una de las mejores en la historia del boxeo, tanto por la calidad de los boxeadores como por el constante e intenso intercambio de golpes entre ellos.

## Antecedentes

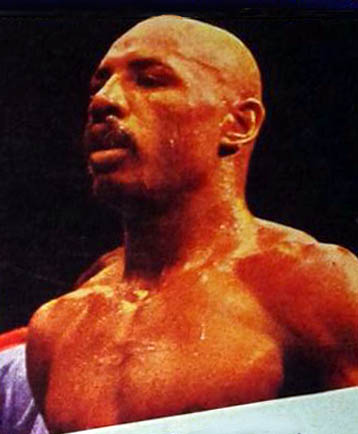
Marvin Hagler en 1984

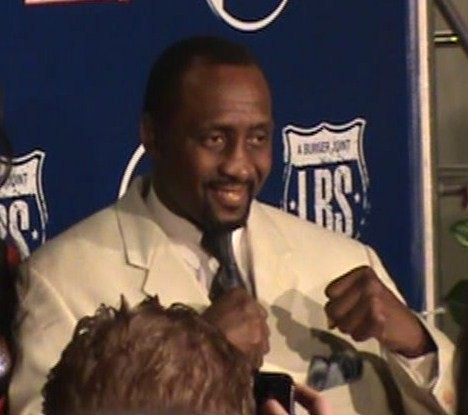
Thomas Hearns en 2009

Hagler y Hearns eran a mediados de la década de 1980 dos de los boxeadores más importantes considerando todas las categorías. Hagler había sido elegido por la revista The Ring como el boxeador del año en 1983, y un año después Hearms obtuvo la misma distinción. Pero a pesar de ser boxeadores destacados y con un alto porcentaje de victorias por nocaut, había diferencias físicas y de estilo entre ellos. Hagler medía 1,77 metros de altura (5 ft 9 1/2 in) y tenía un alcance de 190.5 cm (75 in), mientras que Hearns medía 1,85 m (6 ft 1 in) y tenía un alcance de 198 cm (78 in). Sus carreras se habían desarrollado en diferentes categorías: mientras Hagler peleó durante toda su carrera en peso mediano Hearns había comenzado su carrera en wélter. En cuanto a estilos, Hagler era zurdo, tenía un jab punzante y lanzaba potentes combinaciones, mientras que Hearns, más ortodoxo, solía lanzar constantemente el jab y contaba con un temido cross de derecha.

### Marvin Hagler
Antes de la pelea, Hagler registraba un récord de 60-2-2 (50 nocauts), no había perdido en los últimos nueve años y era el campeón lineal de peso mediano, título que había conseguido el 27 de septiembre de 1980 al ganarle por K. O. técnico al inglés Alan Minter en el Wembley Arena; hubo disturbios causados tras la derrota del local y producto de la tensión racial generada durante la previa de la pelea. Marvelous ya había tenido anteriormente una oportunidad por el título frente a Vito Antuofermo en 1979, pero tras un controvertido empate debió esperar un año más hasta la pelea con Minter. Luego de consagrarse campeón indiscutido, se convirtió en uno de los mejores boxeadores de principios de los años 80: primer boxeador en firmar un contrato exclusivo con HBO, defendió diez veces del título, ganando en nueve de ellas por nocaut. Entre otros cabe destacar los triunfos sobre Wilford Scypion, con el que obtuvo el título de la FIB, sobre Roberto Mano de Piedra Durán, por decisión unánime luego de quince asaltos, y Juan Martillo Roldan, el primero que hizo caer sobre la lona a Marvelous.
| Combates anteriores     | Combates anteriores         | Combates anteriores | Combates anteriores  |
| ----------------------- | --------------------------- | ------------------- | -------------------- |
| 30 de octubre de 1982   | San Remo (Italia)           | TKO (5/15)          | Fulgencio Obelmejías |
| 2 de febrero de 1983    | Worcester (Estados Unidos)  | TKO (6/15)          | Tony Sibson          |
| 27 de mayo de 1983      | Providence (Estados Unidos) | TKO (4/15)          | Wilford Scypion      |
| 10 de noviembre de 1983 | Las Vegas (Estados Unidos)  | UD (15)             | Roberto Durán        |
| 30 de marzo de 1984     | Las Vegas (Estados Unidos)  | TKO (10/15)         | Juan Domingo Roldán  |
| 19 de octubre de 1984   | Nueva York (Estados Unidos) | TKO (3/15)          | Mustafa Hamsho       |

### Thomas Hearns
Hearns llegaba con un récord de 40-1 (34 nocauts). solo derrotado por Sugar Ray Leonard. Había comenzado su carrera en peso wélter, categoría en la que contó por nocauts sus primeras diecisiete peleas y obteniendo el título de la AMB tras noquear a Pipino Cuevas en el segundo asalto. Después de tres defensas exitosas, perdió el título contra Leonard y subió de categoría, en la que obtuvo los títulos de la CMB y The Ring tras su victoria frente al puertorriqueño Wilfred Benítez. Destacan entre sus peleas posteriores la defensa del título contra Roberto Durán, al que venció en dos asaltos, contra Murray Sutherland y Jeff McCracken.
| Combates anteriores      | Combates anteriores            | Combates anteriores | Combates anteriores |
| ------------------------ | ------------------------------ | ------------------- | ------------------- |
| 25 de julio de 1982      | Detroit (Estados Unidos)       | TKO (8/10)          | Jeff McCracken      |
| 3 de diciembre de 1982   | New Orleans (Estados Unidos)   | MD (15)             | Wilfred Benítez     |
| 10 de julio de 1983      | Atlantic City (Estados Unidos) | UD (10)             | Murray Sutherland   |
| 11 de febrero de 1984    | Detroit (Estados Unidos)       | UD (12)             | Luigi Minchillo     |
| 15 de junio de 1984      | Las Vegas (Estados Unidos)     | TKO (2/12)          | Roberto Durán       |
| 15 de septiembre de 1984 | Saginaw (Estados Unidos)       | TKO (3/15)          | Fred Hutchings      |

## Prolegómenos

### Organización

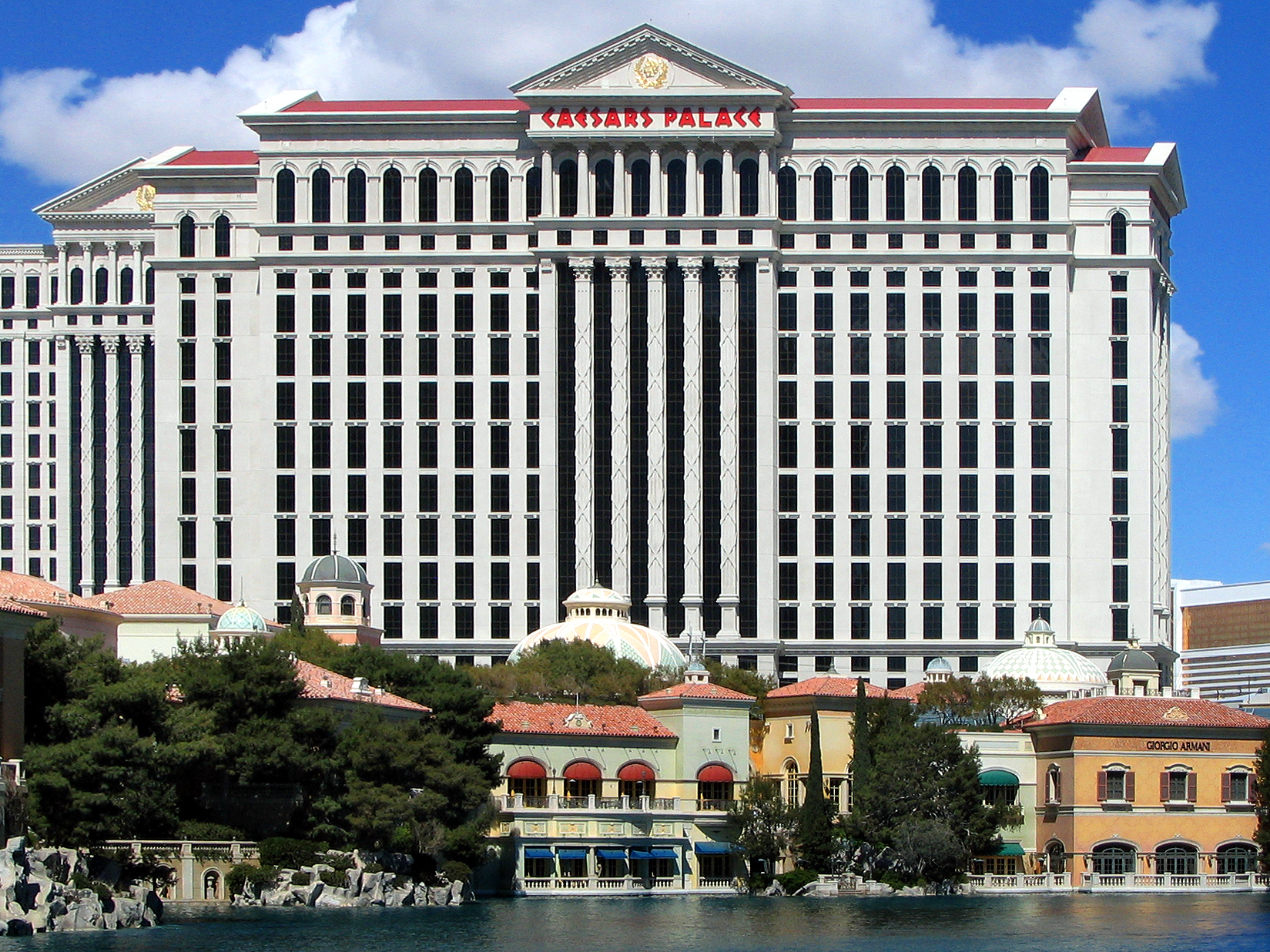
Caesars Palace, recinto donde se celebŕo el evento

El combate entre Hagler y Hearns había sido pactado junto a otros dos entre Hagler y boxeadores del gimnasio Kronk: Marvelous pelearía primero contra Mickey Goodwin, luego contra William Lee y finalmente contra Hearns. La pelea con Goodwin iba a realizarse en marzo de 1982 en Italia, pero una lesión en la mano del retador produjo que fuera reemplazado por Lee y que la pelea se trasladara a Atlantic City, donde el campeón ganó por nocaut en el primer round.
El combate entre Hagler y Hearns fue programada originalmente para el 24 de mayo de 1982 en Windsor, Ontario, pero problemas con HBO y una lesión en un dedo de la mano derecha de Hearns durante un entrenamiento obligó a posponerla en un principio para el mes de junio de ese año, luego al 15 de julio y finalmente fue cancelada luego de que los boxeadores no se pusieran de acuerdo en aspectos de la organización.
Casi tres años tuvieron que pasar hasta que en diciembre de 1984, en el Waldorf Astoria de New York, se anunció oficialmente el 15 de abril de 1985 en el Caesars Palace  como la fecha y el lugar definitivos de la pelea. Bob Arum fue el único promotor y los boxeadores se aseguraron una bolsa de 10,5 millones de dólares, 5,3 para Hagler y 5,2 para Hearns, pero si las ganancias netas superaban los 13,25 millones Hagler se aseguraba un 45% mientras que Hearns un 35%. HBO había ofrecido la cifra récord de 9 millones de dólares por los derechos de transmisión en vivo, a lo que se debía sumar los derechos de transmisión en diferido. Para promocionarla se realizó un tour por más de veinte ciudades en trece días, durante el cual los problemas con los aviones utilizados y la constantes provocaciones para vender la pelea aumentaron las hostilidades entre los boxeadores. Arum consideraba que el tour era clave en la promoción y los boxeadores se involucraron: Hearns y su equipo recibieron lecciones de locución para poder enfrentar de mejor forma las conferencias de prensa mientras que Hagler en Miami utilizó una gorra con la leyenda "WAR".

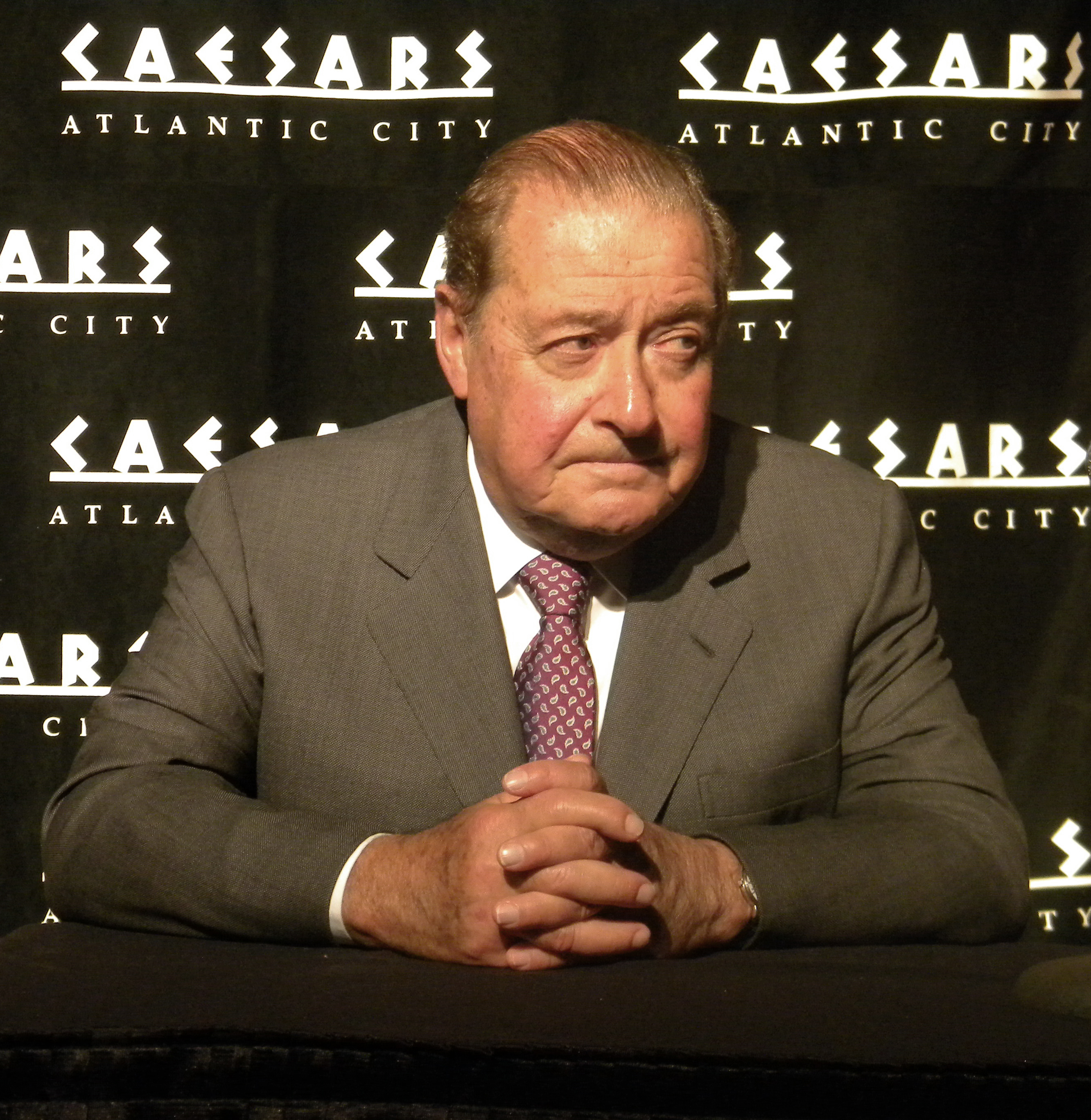
Bob Arum, promotor del combate

A pesar de la disposición de la CMB de limitar la duración de la pelea a doce asaltos, Hagler solía organizar sus peleas a quince. Esto produjo problemas con la confederación, que luego de su pelea contra Mustafa Hamsho le quitó el título y tuvo que recurrir a la justicia para que se lo restituyeran. Por esto la CMB decidió presionar a Hearns para imponer sus reglas: antes de pelear por el título debía enfrentarse a John Mugabi o perdería su título superwélter. Debido a las exigencias, y a que le era conveniente reducir la cantidad de asaltos, el retador logró convencer a Hagler de seguir las reglas de la CMB.
La CMB y la Comisión de Juego de Nevada eligieron a los jueces de la pelea: el inglés Harry Gibbs y los norteamericanos Herb Santos y Rudy Ortega. Los representantes de Hagler objetaron a Ortega argumentando que tenía una relación estrecha con el presidente de la CMB, José Sulaimán, con quien habían tenido problemas en el pasado. Por esto se decidió reemplazarlo por Dick Young, que al momento de finalizar la pelea y a diferencia de los otros jueces, había dado por ganados los dos asaltos a Hearns. El referí de la pelea fue Richard Steele y fue transmitida por HBO con comentarios de Al Michaels y Al Bernstein.

### Preparación
Hagler tenía pensado iniciar su entrenamiento en Provincetown, Cape Cod, lugar elegido en sus últimas peleas, y luego trasladarse a Palm Springs a mediados de marzo. Sin embargo tras una gripe decidió dirigirse directamente al segundo destino, donde las condiciones climáticas son más cálidas, pasando las ocho semanas de la preparación en California. Se alojó en el Americana Canyon Hotel, a pocos kilómetros del centro de Palm Springs, junto con Pat y Goody Petronelli, sus entrenadores. Convocó como sparrings a Bobby Watts y Jerry Holly, dos boxeadores con características físicas similares a Hearns, y a Larry Davis, que debió abandonar la concentración después de que un golpe de Hagler durante el entrenamiento le perforara un tímpano. Watts, quien se había retirado dos años antes, fue el primero en vencer a Hagler en su carrera profesional, en 1976, y era una persona de confianza del equipo. Hagler decidió en los días anteriores a la pelea trasladar su preparación a Las Vegas, continuando con el sparring en Johnny Tocco’s Ringside Gym sin permitirle el acceso a la prensa.

«Todos saben que vamos a presionar a Thomas Hearns. También vamos a darle un poco de boxeo, no solo una pelea. [...] Y la mayor parte del combate vamos a mantenernos en la corta distancia.»
Pat Petronelli.

Hearns en cambio comenzó su entrenamiento en Miami para después trasladarse a Las Vegas. Su equipo también modificó su forma de entrenamiento para la pelea: en lugar de utilizar boxeadores de su gimnasio, Kronk, convocó a los boxeadores zurdos Cecil Pettigrew, Brian Muller y Charles Henderson, siendo este último de peso supermediano. La práctica contra boxeadores zurdos era necesaria ya que Hearns solo había peleado contra un zurdo en una ocasión: ante el tailandés Saensak Muangsurin. La elección de sparrings también contempló la posibilidad de que Hagler cambie la guardia durante los ataques, algo que realizaba comúnmente en sus peleas. Tampoco tenía mucha experiencia en la categoría ya que solo había realizado cinco peleas en el peso mediano: le había ganado por nocaut a Marcos Geraldo y Jeff McCracken y por puntos a Mike Colbert, Ernie Singletary y Murray Sutherland. A diferencia del campeón, Hears detuvo el entrenamiento de sparring una semana antes de la pelea.

«Realmente creo que Marvin está trabajando muy duro. Creo que está tan ansioso por esta pelea que para el round seis va a estar exhausto.»
Emanuel Steward.

## La pelea
El combate contó con 15 200 espectadores y 1,2 millones de personas compraron la transmisión por circuito cerrado, lejos del record que impuso la pelea entre Joe Frazier y Muhammad Ali en 1971. Dados los costos de la organización y el valor de los premios las peleas de semifondo no fueron de gran categoría:
| Categoría     | Boxeador      | Peso     | Resultado | Peso     | Boxeador         |
| ------------- | ------------- | -------- | --------- | -------- | ---------------- |
| Wélter junior | Irleis Pérez  | 63 kg.   | UD        | 63 kg.   | Pat Jefferson    |
| Superwélter   | Luis Santana  | 69,2 kg. | TKO 3     | 69,3 kg. | Darrell Chambers |
| Mediopesado   | Ricky Womack  | 79,6 kg. | UD        | 77,2 kg. | David Vedder     |
| Pesado        | Willie de Wit | 95,6 kg. | E         | 95,7 kg. | Alex Williamson  |
| Superpluma    | Andy Minsker  | 58,7 kg. | TKO 4     | 57,9 kg. | John Watkins     |

En la mañana del día de la pelea ambos boxeadores dieron el peso de la categoría, pesando el campeón y el retador 72,2 y 72,5 kg respectivamente. El primero en ingresar al cuadrilátero fue Thomas Hearns, utilizando la canción «The Victors» de la Universidad de Míchigan y llevando los clásicos pantalones dorados del gimnasio Kronk. Hagler ingresó vistiendo unos pantalones azul oscuro con la música de The Stars and Stripes Forever. Antes de la presentación de los boxeadores Doc Severinsen hizo su interpretación del himno estadounidense en la trompeta.

### Primer round
«Esta fue una pelea completa consumada en tres minutos.»
Al Michaels.

En los primeros segundos de la pelea, Hagler, a pesar de estar caracterizado como un boxeador táctico, inició su ataque con volados a la cabeza y golpes al cuerpo de su rival, llevándolo contra las cuerdas. Hearns, acorralado, comenzó a defenderse con combinaciones para evitar que su contrincante lo impacte con golpes al cuerpo en la corta distancia. Hagler mantuvo el intento de cortar distancia con más volados y ganchos al cuerpo hasta que, faltando un minuto para terminar el round, Hearns lo impactó con una derecha que le produjo un corte en la frente. A pesar de la sangre, el campeón continuó lanzando golpes y el resto del round transcurrió en un incesante intercambio de combinaciones a corta distancia contra las cuerdas. Finalmente, en los últimos segundos del round, Hagler logró alcanzar con una derecha el rostro de Hearns, quien quedó claramente afectado y con ciertas dificultades para terminar el round.

«Al principio me preguntaba si este tipo iba a dejar de tirar golpes, pero lamenté que el round terminara. Odié darle a Tommy la oportunidad de volver a su rincón y recuperarse.»
Marvin Hagler.

Este intenso primer round, elegido por la revista The Ring como el round del año, tuvo consecuencias físicas para ambos boxeadores. Durante el descanso Hearns le indicó a su entrenador, Emanuel Steward, que en medio de un intercambio de golpes se había quebrado la mano derecha. Hagler tampoco salió indemne, su equipo tuvo que trabajar el corte que tenía en la parte central de la frente, el cual podía dificultarle la visión durante los siguientes asaltos.

#### Estadísticas
Estadísticas del primer round de la pelea:
| Marvin Hagler | Round 1         | Thomas Hearns |
| 61% (50/82)   | Golpes de poder | 73,8% (45/61) |
| 0% (0/0)      | Jabs            | 50% (11/22)   |
| 61% (50/82)   | Total           | 67,5% (56/83) |

### Segundo round
«Es bastante difícil boxear cuando estás siendo atacado por un enjambre de abejas.»
Ralph Citro, cutman de Hearns.

Durante el segundo round Hearns comenzó a utilizar el jab y a moverse por todo el ring para mantener la distancia, una táctica que también había usado en la pelea contra Sugar Ray Leonard, debido a la imposibilidad de utilizar correctamente su mano derecha y a los golpes recibidos en el round anterior. Hagler a su vez comenzó a utilizar más el jab y a cortar el ring, golpeando tanto desde una posición de zurdo como de ortodoxo. Con la presión ejercida logró, en los segundos finales del round, llevar a Hearns contra las cuerdas y lanzar combinaciones que consiguieron impactar pero no tiraron al boxeador de Detroit. Al terminar el asalto, un tambaleante Hearns se dirigió a su esquina sonriendo a su contrincante.

#### Estadísticas
Estadísticas del segundo round de la pelea:
| Marvin Hagler | Round 2         | Thomas Hearns |
| 50,9% (27/53) | Golpes de poder | 68,3% (28/41) |
| 50% (5/10)    | Jabs            | 30% (6/20)    |
| 50,8% (32/63) | Total           | 55,7% (34/61) |

### Tercer round
«Llevo arbitrando por quince años, y no creo haber visto tanta intensidad en una pelea.»
Richard Steele, árbitro de la pelea.

Debido al corte en su frente, Hagler decidió aumentar la presión para intentar ganar la pelea en ese round ante la posibilidad de perderla por nocaut técnico. Al comenzar el tercer asalto, volvió a cambiar la guardia intentando utilizar su derecha frente a los jabs de Hearns que impactaban en el corte, lo que produjo que transcurrido un minuto el árbitro detuviera momentáneamente la pelea para que le fuera revisada la herida. El campeón se acercó al médico Donald Romeo, quien lo revisó y permitió que la pelea prosiga. Al reanudarse el combate, Hagler continuó con la presión hasta que logró con un golpe de derecha que Hearns perdiera el equilibrio y, antes de que pudiera recuperarse, lo persiguió y con dos derechas, luego de errar un volado de izquierda, logró finalmente derribarlo. Hearns, sin embargo, consiguió levantarse antes de que Steele termine la cuenta, pero su mirada perdida daba cuenta de que la pelea, al 1:52 del tercer round, había terminado.

«¿Qué puedo decir? les pasa a los mejores. Duele. Pero el hombre mostró su grandeza esta noche.»
Thomas Hearns.

### Estadísticas finales
Estadísticas de la pelea:
| Marvin Hagler  | Final           | Thomas Hearns  |
| 55,5% (96/173) | Golpes de poder | 61,5% (67/109) |
| 50% (6/12)     | Jabs            | 47,4% (27/47)  |
| 55,9% (90/161) | Total           | 56,6% (94/166) |

## Consecuencias
El combate obtuvo varios galardones entregados por la revista The Ring: fue elegido como el mejor del año, el primer round también fue elegido como el mejor y Hagler compartió junto a Donald Curry el premio al mejor boxeador. También la Boxing Writers Association of America lo eligió como el mejor del año, obteniendo por fin el reconocimiento que buscaba.
Tras finalizar la pelea, Hearns no quiso informar a la prensa que había sufrido una fractura en su mano derecha, ni siquiera fue a un hospital y recién al regresar a Detroit se realizó una radiografía para confirmar la lesión. Hagler tampoco salió indemne, ya que el corte en la frente que casi hizo parar la pelea en el tercer round requirió de cuatro puntos de sutura. Pero a pesar de la intensidad de la pelea, ni siquiera Bob Arum tenía intenciones de organizar la revancha:

«No podría venderla. Aun cuando The Fight fue un éxito, para poder vender una revancha deberíamos tener que convencer a la gente que si pelearan nuevamente el resultado podría ser diferente. ¿Quién pagaría por verla?»
Bob Arum.

El principal retador al título era ahora James Shuler, con un récord de 21-0 en ese entonces, pero Arum prefirió que Hagler combata contra el ugandés John Mugabi, quien tenía un perfil más alto. Hearns, buscando la revancha, se enfrentó en la misma velada a Shuler, dado que Arum había prometido que el ganador tendría una oportunidad por el título. Ambas peleas se programaron para el 14 de noviembre de 1985, pero una lesión de Hagler durante un entrenamiento causó que se pospusiera hasta el 10 de marzo del año siguiente, casi once meses después de The War.
La pelea fue bastante fácil para Hearns, que noqueó a Shuler a los 1:13 del primer round. Hearns debía volver a enfrentar a Hagler en noviembre, pero Sugar Ray Leonard, quien no peleaba desde 1984, volvió del retiro para enfrentar al campeón el 6 de abril de 1987.  La revancha se canceló definitivamente después de esa controvertida pelea por el título, cuando Hagler se retiró definitivamente del boxeo.